# Torneo Godó 2003
Il Torneo Godó 2003 è stato un torneo di tennis giocato sulla terra rossa..
È stata la 51ª edizione del Torneo Godó,
che fa parte della categoria International Series Gold nell'ambito dell'ATP Tour 2003.
Si è giocato al Real Club de Tenis Barcelona di Barcellona in Spagna, dal 21 al 27 aprile 2003.

## Campioni

### Singolare
Carlos Moyá ha battuto in finale  Marat Safin con il punteggio di 5–7, 6–2, 6–2, 3-0 (ritirato)

### Doppio
Bob Bryan /  Mike Bryan hanno battuto in finale  Chris Haggard /  Robbie Koenig con il punteggio di 6–4, 6–3